# Asquith Brothers
Asquith Brothers Limited ist ein britisches Unternehmen und ehemaliger Hersteller von Automobilen.

## Unternehmensgeschichte
Das Unternehmen wurde am 30. Juli 1912 in Thornhill bei Dewsbury in der Grafschaft West Yorkshire gegründet. In den 1970er Jahren gab es Versuche mit Formelrennwagen. 1985 begann die Produktion von Automobilen und Kits. Der Markenname lautet Asquith. Walter Asquith (geboren 1907) wurde am 23. Januar 1996 als Direktor und Sekretär abgelöst. Gleichzeitig wurde Audrey Fox neue Sekretärin. Michael Asquith Fox (geboren 1937) leitet das Unternehmen. Er wurde am 1. Oktober 2009 Direktor. Am 1. Januar 2011 gab Audrey Fox ihren Posten als Sekretärin auf.
Insgesamt (Stand 2012) entstanden bisher etwa 40 Exemplare. Der Geschäftszweig hat sich inzwischen geändert auf Wartung und Reparatur von Kraftfahrzeugen.
Es besteht keine Verbindung zu Asquith Motor Company, die den gleichen Markennamen verwenden.

## Fahrzeuge
Das erste Modell war der MPH in der ersten Ausführung. Dies war die Nachbildung des Riley MPH, eines Roadsters der 1930er Jahre. Die Karosserie bestand aus Aluminium. Viele Teile kamen von Riley. Der Neupreis für ein Komplettfahrzeug betrug ab 40.000 Pfund. Von 1985 bis 1999 entstanden etwa sechs Exemplare. Auf Bestellung soll das Fahrzeug immer noch lieferbar sein.
1989 ergänzte die zweite und später die dritte Ausführung das Sortiment. Ein Spaceframe-Rahmen bildete die Basis. Die Kotflügel und der Kofferraumdeckel bestanden aus Fiberglas. Viele Teile stammten vom Ford Sierra. Die Baukosten betrugen nur rund 20.000 Pfund. Bis 1999 entstanden etwa 30 Exemplare. Auch dieses Modell ist auf Bestellung noch lieferbar.
Der Penny war ab 1999 im Angebot. Dies war so etwas wie eine moderne Ausführung des Bond Bug, aber mit vier Rädern. Ein Motor von der Yamaha R 1 mit 170 PS trieb die Fahrzeuge an. Bisher (Stand 2012) entstanden etwa vier Exemplare.